# Моленланден
Моленланден (нидерл. Molenlanden) — община в провинции Южная Голландия (Нидерланды).

## История
Община была образована 1 января 2019 года путём объединение двух общин: Моленвард и Гиссенланден. Название новой общины представляет собой сокращение названий двух бывших общин и было выбрано всенародным голосованием, которое состоялось в сентябре 2017 года.

## География
Территория общины занимает 191,58 км². На 1 августа 2020 года в общине проживало 44 042 человека.

## Палеогенетика
В 1966 и 1967 годах на хребте ручья Шунрюрд (в дельте Рейна-Мааса) недалеко от Моленаарсграафа было раскопано небольшое поселение эпохи позднего неолита/раннего бронзового века. Помимо одного или двух возможных планов домов, были обнаружены три человеческих захоронения и захоронение быка. Эти захоронения стали известны в голландской археологии, потому что они были хорошо сохранившимися погребениями и представляют собой явные примеры людей, захороненных в плоских могилах в стиле традиции колоколовидных кубков, что указывает на то, что они жили в 2200—1900 годах до нашей эры. У подростка 15 лет (образец I13025, 2136—1892 лет до н. э.), которого положили на левый бок в согнутом положении лицом на юг, определили Y-хромосомную гаплогруппу R1b-U106 и митохондриальную гаплогруппу K2b1a. У мужчины 18–24 лет (образец I13026, 2135—1890 лет до н. э.), который в могиле лежал на корточках с левой стороны, лицом к западу, и определили Y-хромосомную гаплогруппу R1b-Z2103 и митохондриальную гаплогруппу J1b1a1. Они оба, но особенно I13026 страдали от дефицита витамина D в детстве, также как и девочка 1,5 лет (образец I13027, Netherlands_LNB_EBA_BellBeaker, 2197—1983 лет до н. э.), которую поместили на правый бок в яму, которая была намного больше тела. У I13027 определили митохондриальную гаплогруппу T2b21.